# جمشید اسماعیل‌خانی
جمشید اسماعیل‌خانی (زادهٔ ۱ اردیبهشت ۱۳۲۹ در  فُرگ_داراب، درگذشتهٔ ۱۸ فروردین ۱۳۸۱ در تهران) بازیگر تئاتر، سینما و تلویزیون اهل ایران بود.

## زندگی
جمشید اسماعیل‌خانی ۱ اردیبهشت ۱۳۲۹ در داراب زاده شد. اسماعیل خانی بازی در تئاتر را از سال ۱۳۴۹ شروع کرد. همچنین آغاز کار او در سینما به سال ۱۳۶۸ و با بازی در فیلم زیر بام‌های شهر به کارگردانی اصغر هاشمی بر می‌گردد. اسماعیل‌خانی در سال‌های ۱۳۶۸، ۱۳۶۹ و ۱۳۷۸، نامزد دریافت سیمرغ بلورین بهترین بازیگر نقش مکمل مرد از جشنواره فیلم فجر شد. همسر او گوهر خیراندیش، بازیگر سینما، تلویزیون و تئاتر است.

## درگذشت

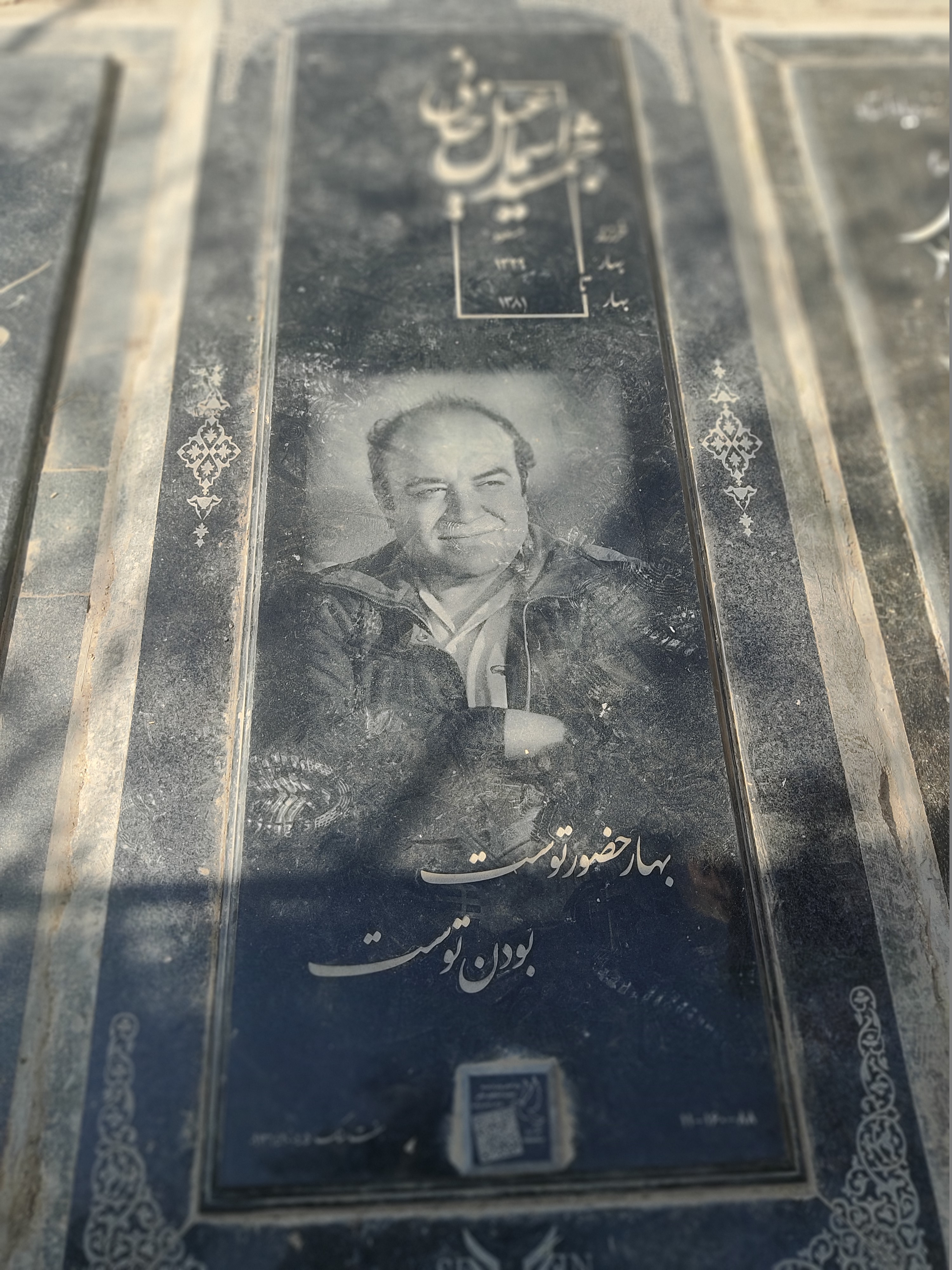
قبر جمشید اسماعیل‌خانی در قطعه هنرمندان بهشت زهرا

جمشید اسماعیل‌خانی، ۱۸ فروردین سال ۱۳۸۱ بر اثر سکتهٔ قلبی درگذشت. پیکر او ۲۰ فروردین ۱۳۸۱ در قطعهٔ هنرمندان بهشت زهرای تهران به خاک سپرده شد.

## فیلم‌شناسی
1. رأی باز (۱۳۸۱)
2. نان، عشق و موتور ۱۰۰۰ (۱۳۸۰)
3. نوروز (۱۳۸۰)
4. آواز قو (۱۳۷۹)
5. فوتبالیست‌ها (۱۳۷۹)
6. مونس (۱۳۷۹)
7. مرد بارانی (۱۳۷۸)
8. شیدا (۱۳۷۷)
9. مهر مادری (۱۳۷۶)
10. هفت سنگ (۱۳۷۶)
11. سرعت (۱۳۷۵)
12. تعطیلات تابستانی (۱۳۷۴)
13. دو پنجره (۱۳۷۴)
14. نجات‌یافتگان (۱۳۷۴)
15. روسری‌آبی (۱۳۷۳)
16. عیالوار (۱۳۷۱)
17. لبه تیغ (۱۳۷۱)
18. یک مرد یک خرس (۱۳۷۱)
19. دو همسفر (۱۳۷۰)
20. راز چشمه سرخ (۱۳۷۰)
21. مسافران (۱۳۷۰)
22. آپارتمان شماره ۱۳ (۱۳۶۹)
23. چون ابر در بهاران (۱۳۶۹)
24. در آرزوی ازدواج (۱۳۶۹)
25. همه یک ملت (۱۳۶۹)
26. زیر بام‌های شهر (۱۳۶۸)

### تلویزیون
| سال       | نام                       | سمت           | کارگردان              | توضیحات |
| --------- | ------------------------- | ------------- | --------------------- | --- |
| ۱۳۸۰      | رستوران خانوادگی          | بازیگر        | حسین سهیلی‌زاده        | شبکه تهران |
| ۱۳۸۰–۱۳۷۹ | جوان امروز                | بازیگر        | یوسف سیدمهدوی         | شبکه ۳ |
| ۱۳۷۹      | همسایه‌ها                  | بازیگر        | محمدحسین لطیفی        | شبکه ۳ |
| ۱۳۷۹      | خانه ما                   | بازیگر مهمان  | مسعود کرامتی          | شبکه ۳ |
| ۱۳۷۸–۱۳۷۷ | کت جادویی                 | بازیگر        | محمدحسین لطیفی        | |
| ۱۳۷۷      | سواران جنوب               | بازیگر        | جهانگیر جهانگیری      | از برنامه سیمای خانواده پخش می‌شد. |
| ۱۳۷۷      | چشم‌به‌راه                  | بازیگر        | اصغر فرهادی           | شبکه تهران کارگردان تلویزیونی: «مهتاج نجومی»                                                                                                  |
| ۱۳۷۷      | میعاد در سپیده‌دم          | بازیگر        | سعید سلطانی           | شبکه ۳ |
| ۱۳۷۶–۱۳۷۷ | هفت‌سنگ                    | بازیگر        | عبدالرضا نواب‌صفوی     | از شبکه ۲ پخش می‌شد. از این مجموعه تلویزیونی، دو نسخه سینمایی با نامهای «قاعده بازی» و «هفت سنگ» در شانزدهمین جشنواره فیلم فجر به نمایش درآمد. |
| ۱۳۷۵      | خانواده رضایت             | بازیگر        | حمید امجد مازیار میری | شبکه تهران |
| ۱۳۷۵      | به رنگ صدف                | بازیگر        | عباس رنجبر            | شبکه ۱ |
| ۱۳۷۵      | یحیی و گلابتون            | بازیگر        | اصغر آبگون            | شبکه ۲ |
| ۱۳۷۴–۱۳۷۵ | سفر به چزابه              | بازیگر        | رسول ملاقلی‌پور        | نسخه سینمایی این مجموعه با نامهای «سفر به چزابه» و «تا آخرین نفس» در سینماها به نمایش درآمد.                                                  |
| ۱۳۷۴      | آشپزباشی و قبله عالم      | بازیگر        | رسول نجفیان           | کارگردان تلویزیونی: «علی اصغر اوجانی» |
| ۱۳۷۴      | آخرین ستاره شب            | بازیگر        | منوچهر پوراحمد        | |
| ۱۳۷۴      | دو پنجره                  | بازیگر        | پاشا شاهنده           | شبکه ۳ |
| ۱۳۷۴      | زیر گنبد کبود             | بازیگر        | بهمن زرین‌پور          | |
| ۱۳۷۳–۱۳۷۴ | شلیک نهایی                | بازیگر        | محسن شاه‌محمدی         | شبکه ۱ |
| ۱۳۷۳–۱۳۷۴ | قصه‌های تابه‌تا             | بازیگر مهمان  | مرضیه برومند          | از برنامه کودک و نوجوان شبکه ۲ پخش می‌شد. |
| ۱۳۷۳      | همه وصیت من               | بازیگر        | خسرو ملکان            | |
| ۱۳۷۲      | حماسه ایثار               | بازیگر        | کاظم بلوچی            | شبکه ۱ |
| ۱۳۷۲      | میثاق خون                 | بازیگر        | حسین مختاری           | شبکه ۱ |
| ۱۳۷۲      | سنگ و شیشه                | بازیگر        | جمشید حیدری           | شبکه ۲ |
| ۱۳۷۲      | تله‌تئاتر «ملکه‌های فرانسه» | بازیگر        | حسن فتحی              | شبکه ۲ |
| ۱۳۷۱–۱۳۷۲ | آپارتمان                  | بازیگر        | اصغر هاشمی            | شبکه ۱ |
| ۱۳۷۰–۱۳۷۱ | روزی روزگاری              | بازیگر        | امرالله احمدجو        | سال ۱۳۷۱ روزهای دوشنبه از شبکه یک پخش می‌شد.                                                                                                   |
| ۱۳۶۶      | سایه‌های بلند              | بازیگر        | اسدالله ایمن          | شبکه ۱ |
| ۱۳۶۶      | مرغ حق                    | بازیگر        | حسین مختاری           | |
| ۱۳۶۵      | پایان شب سیه              | بازیگر        | حبیب دهقان‌نسب         | |
| ۱۳۶۴      | آئینه                     | بازیگر        | غلامحسین لطفی         | شبکه ۱ |
| ۱۳۶۴      | تله‌تئاتر «عروسک‌ها»        | کارگردان هنری | جمشید اسماعیل‌خانی     | کارگردان تلویزیونی: «مسعود فروتن» |